# Romanos 16

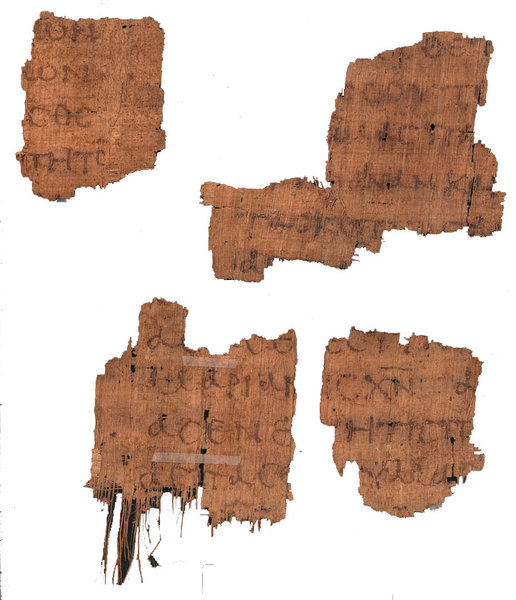
Epístola a los romanos 16:1,4-7, 11-12 en el Papiro 118 (lado anverso), escrito en el.

Romanos 16 es el decimosexto (y último) capítulo de la Epístola a los Romanos del Nuevo Testamento de la Biblia cristiana. Su autor es Pablo el Apóstol, mientras Pablo se encontraba en Corinto a mediados de los años 50 d. C., con la ayuda de un secretario (amanuense), Tercio, que añade su propio saludo en Romanos 16:22. El capítulo 16 contiene la recomendación personal de Pablo, saludos personales, amonestación final, gracia, saludos de los compañeros, identificación del escritor/amanuense y bendición. El capítulo está dividido en 27 versículos.

## Testigos textuales
El texto original fue escrito en griego koiné. Algunos manuscritos tempranos que contienen el texto de este capítulo son:
- Papiro 46 (175-225; completo con pequeñas lagunas en la parte inferior de las hojas)
- Papiro 118 (siglo III; existen los versículos 1, 4-7, 11-12)
- Códice Vaticano (325-350)
- Códice Sinaítico (330-360)
- Codex Alexandrinus (400-440)
- Codex Ephraemi Rescriptus (~450; completo)
- Papiro 61 (siglo VII; existen los Versículos 23-27)

## Febe de Céncreas(16:1-2)
1Os recomiendo a nuestra hermana Febe, que es una sierva de la iglesia de Cencrea, 2que la acojáis en el Señor de una manera digna de los santos, y que la ayudéis en todo lo que necesite de vosotros, pues ha sido una ayuda para muchos y para mí también.
Romanos 16:1-2, Versión inglesa moderna

«Febe» es descrita como “sierva” (en griego antiguo: διακονον, romanizado: diakonon) de la iglesia en la Nueva Versión Reina Valera, como «diácono» en la Nueva Versión Internacional y la Nueva Versión Estándar Revisada, una «diaconisa» en la Versión Estándar Revisada y la Biblia de Jerusalén, y una «líder» en la Versión Inglesa Contemporánea. Según el modismo contemporáneo en El Mensaje, era «una representante clave de la iglesia de Céncreas» (o Cencreas). La Biblia de Jerusalén sugiere que ella era «probablemente la portadora de la carta» y el Versículo 2 sugiere que ella también tenía otros «asuntos» de los que ocuparse en Roma.

### Comentario a los versículos 1-2
La abundancia de saludos afectuosos revela que los primeros cristianos formaban una comunidad unida, viéndose y tratándose mutuamente como hermanos. Provenientes de diversas clases sociales, estaban vinculados por la misma fe y el amor fraternal.

Familias que vivieron de Cristo y que dieron a conocer a Cristo. Pequeñas comunidades cristianas, que fueron como centros de irradiación del mensaje evangélico. Hogares iguales a los otros hogares de aquellos tiempos, pero animados de un espíritu nuevo, que contagiaba a quienes los conocían y los trataban. Eso fueron los primeros cristianos, y eso hemos de ser los cristianos de hoy: sembradores de paz y de alegría, de la paz y de la alegría que Jesús nos ha traído.

Los nombres mencionados en los saludos permiten inferir que entre los primeros cristianos había personas de distintas regiones, culturas y posiciones sociales. Se pueden identificar nombres de origen griego, latino y hebreo. En total, se mencionan veintisiete personas, algunas conocidas de otros escritos del Nuevo Testamento, aunque la mayoría sólo aparecen aquí. Se hace una mención especial de Febe, quien llevó la carta y servía a la comunidad de Céncreas, el puerto oriental de Corinto, lo que sugiere que Pablo escribió la carta en esta ciudad. La advertencia en los vv. 17-18 probablemente alude a los judaizantes, quienes se mostraban como extremadamente piadosos y promovían un estilo de vida que consideraban más perfecto. Algunos manuscritos incluyen el v. 24: «Que la gracia de nuestro Señor Jesucristo esté con todos vosotros. Amén».

## Priscila y Aquila (16:3-4)
3Saludad a Priscila y Aquila, mis colaboradores en Cristo Jesús, 4quienes arriesgaron sus propios cuellos por mi vida, a quienes no sólo doy gracias yo, sino también todas las iglesias de los gentiles.
Romanos 16:3-4, Nueva Versión King James

«Priscila» es un nombre diminutivo y cariñoso de “Prisca”. Ella y su marido, Aquila, fueron expulsados de Roma como judíos bajo Claudio, y habían sido convertidos en Corinto por Pablo (Hechos 18:1). Es notable que Priscila fuera mencionada en primer lugar, quizá infiriendo que era «la más activa y conspicua de las dos», como también en Hechos 18:18 y 2 Timoteo 4:19; excepto en 1 Corintios 16:19, donde se envían saludos, su marido tiene precedencia.
Posteriormente, este matrimonio aparece en compañía de Pablo en Éfeso (Hechos 18:18; Hechos 18:26; 1 Corintios 16:19). Cuando se escribió esta epístola estaban en Roma, pero más tarde parece que regresaron a Éfeso (2 Timoteo 4:19).
«Aquila» era un judío del Ponto. Hay otro judío llamado Aquila del Ponto (Sinope), que vivió más de un siglo después, que hizo una traducción de la Biblia hebrea (Antiguo Testamento) al griego, comparada críticamente con la LXX en la Hexapla de Orígenes.

## Andrónico y Junia (16:7)
Saluden a Andrónico y Junia, mis parientes y compañeros de prisión, que son notables entre los apóstoles, que también estuvieron en Cristo antes que yo.
Romanos 16:7, King James Version

- «Andrónico» era un pariente de Pablo y compañero de prisión en algún momento, especialmente conocido entre los apóstoles, que se había convertido en seguidor de Jesucristo antes de la conversión en el camino de Damasco de Pablo, y a quien Pablo elogió junto con Junia como notables trabajadores cristianos y «apóstoles» junto con Silas, Timoteo y otros a los que se les dio ese título en la Iglesia primitiva.[15]
- «Junia»: A pesar de que en el pasado existía la opinión de que se trataba de un hombre llamado Junias (Ἰουνιᾶς o Ἰουνίας, siendo este último el nombre hebreo Yĕḥunnī), el consenso entre la mayoría de los estudiosos modernos del Nuevo Testamento es que esta persona era una mujer llamada Junia (Ἰουνία),[16] a quien Pablo Apóstol pudo haber considerado como una apóstol.[17] Craig Hill afirma que no se ha encontrado ningún ejemplo para la forma masculina 'Junias', mientras que la forma femenina de 'Junia' está «muy bien atestiguada», por lo que la traducción a 'Junias' en algunas versiones bíblicas es un «error de traducción escandaloso».[3].

## Tercio (16:22)
Yo Tercio, que escribí esta epístola, os saludo en el Señor.
Romanos 16:22, Versión Reina Valera

«Tercio» era un amanuense del apóstol, que escribió esta carta, bien a partir de las notas del apóstol, bien al dictado.<ref=gill/> Su nombre es latino, y quizá la persona podría ser un romano, pues los nombres Secundus, Tertius, Quartus, Quintus, etc. eran comunes entre los romanos, aunque podría argumentarse que este hombre era el mismo que Silas, cuya palabra hebrea es la misma que “”Tercio“”.Silas es conocido como compañero del apóstol Pablo, también es contado entre los setenta discípulos, y se dice que era obispo de Iconio (véase Lucas 10:1).La frase «en el Señor» podría conectarse con «escribió esta epístola» y dar a entender que Tercio escribió esta epístola por amor al Señor (no por inspiración, sino siendo sólo escriba del apóstol). Sin embargo, esa frase está mejor conectada con la palabra «saluda» y el sentido es que su saludo pretendía desear a la gente lo mejor en el Señor, para que «tuvieran mucha comunión con él».

## Gayo, Erasto y Cuarto (16:23)
Gayo, mi anfitrión y el de toda la iglesia, os saluda. Te saluda Erasto, tesorero de la ciudad, y Quarto, un hermano.
Romanos 16:23, Nueva Versión King James

- «Erasto» (griego: ninguno: Ἔραστος, romanizado: Erastos): también conocido como «Erasto de Paneas», era un administrador (en griego antiguo: οἰκονόμος, romanizado: oikonomos) en Corinto, un cargo político de alto estatus cívico. La palabra se define como «el encargado de la casa o de los asuntos domésticos» o, en este contexto, «tesorero»;[21] la Versión King James utiliza la traducción «chambelán», mientras que la Nueva Versión Internacional utiliza «director de obras públicas». Una inscripción que menciona a un Erasto fue encontrada en 1929 cerca de una zona pavimentada al noreste del teatro de Corinto, datada a mediados del siglo I y dice «Erasto a cambio de su edilato la pavimentó a sus expensas»."[22] Algunos estudiosos del Nuevo Testamento han identificado a este Erasto edil con el Erasto mencionado en la Epístola a los Romanos, pero esto es discutido por otros.[23]
- «Quartus»: la descripción «un hermano» es interpretada por la mayoría de los eruditos como «un compañero creyente», en lugar de 'un hermano de Erasto'.[24] Según la tradición eclesiástica, se le conoce como «Cuarto de Berytus», un obispo de Beirut (hacia el año 50 d. C.) y uno de los setenta discípulos.[25][26]

## Doxología (16:27)
A Dios único y sabio, sea la gloria por Jesucristo para siempre. Amén.
Romanos 16:27, Versión Reina Valera

La doxología de Pablo en la conclusión de la epístola, aparte de resumir eficazmente algunos de los temas clave, da una nota alta de adscripción de gloria al «único Dios sabio».

## Controversia
Hay muchos eruditos que dicen que la Epístola a los Romanos original terminaba con 14:23 porque, según ellos, esta doxología (junto con gran parte de los capítulos 15 y 16) se añadieron más tarde para resumir el contenido de la carta y ofrecer un final menos abrupto.Algunos de ellos dicen que el final del original está en el capítulo 15Hay Romanos manuscritos que terminan en el capítulo 15 y otros manuscritos colocan el capítulo 16 entre los capítulos 14 y 15.

### Versículo 16:24
Muchas traducciones excluyen este versículo por completo, saltándose del versículo 23 al 25, porque la mayoría de los manuscritos más antiguos, descubiertos algún tiempo después de que se aplicaran los números de capítulo y versículo a Romanos, no los tienen, generalmente se omite de la traducción final. Los protestantes suelen omitir el Versículo 16:24 pero la Iglesia Anglicana lo acepta como canónico.
Arland J. Hultgren dijo:

Faltan por completo en algunos testimonios griegos; alternativamente, aparecen al final del capítulo 14 en algunos textos en griego; y aparecen después del capítulo 15 en otros. (¡Hay incluso más variaciones que éstas!) Tantas variaciones textuales hacen que estos Versículos sean muy sospechosos, lo que lleva a preguntarse si formaban parte de la versión que salió de la mano de Tercio, el amanuense de Pablo (Romanos 16:22).

### Comentario a los versículos 25-27 y final
A diferencia de otras epístolas, Pablo concluye esta carta con una doxología en honor a Dios todopoderoso y sabio, a través de Jesucristo. Un antiguo papiro sitúa esta doxología en 15,33, mientras que otros manuscritos la ubican al final del capítulo 14, repitiéndola también al final de la epístola. Estas variaciones se deben al uso litúrgico de la carta, en el que a veces se omitían los capítulos 15 y 16 por su contenido más personal.